# انقلاب الدبابة
كان التانكويتازو أو El Tanquetazo (كلاهما إسباني لـ «انقلاب الدبابات») محاولة انقلاب فاشلة في 29 يونيو 1973 في تشيلي بقيادة المقدم روبرتو سوبير ضد حكومة الرئيس الاشتراكي سلفادور أليندي. تم تسميته لأن الضباط المتمردين استخدموا الدبابات في المقام الأول. تم إخمادها بنجاح من قِبل الجنود الدستوريين الموالين بقيادة القائد العام للجيش كارلوس براتس.

## الخلفية
بحلول بداية يونيو 1973، فقد جزء مهم من القيادة العليا للقوات المسلحة التشيلية التأييد لحكومة الوحدة الشعبية للرئيس سلفادور أليندي، التي كانت في السلطة منذ نوفمبر 1970. خلال ما يسمى بتمرد تاكونازو عام 1969، أدرك الضباط رفيعو الرتب أنه من خلال ممارسة الضغط كمجموعة، يمكنهم تحقيق تغييرات واسعة النطاق داخل الجيش. في عام 1969 حققوا تغييرات عالية في القيادة وزيادة في ميزانية القوات المسلحة. في يونيو 1973، بدأ البعض في التآمر ضد حكومة الليندي.
قبل أسبوع من محاولة الانقلاب، تم إكتشاف المؤامرة في حامية جيش سانتياغو. أبلغ قائد الحامية، الجنرال ماريو سيبولفيدا سكويلا، رؤسائه المباشرين في هيئة الأركان العامة للجيش، كما أخبر خوسيه توها، وزير الدفاع. إعتقلت الحكومة على الفور تسعة أشخاص متورطين في المؤامرة، وقرر الوزير توها الإعلان عن هذه المعلومات بعد ظهر يوم 28 يونيو / حزيران.

## الانقلاب
في وقت مبكر من صباح اليوم التالي، قاد المُقدم روبرتو سوبير، الذي كان قد علم للتو أنه سيتم إعفاؤه من قيادته لدوره في المؤامرة، رتلًا مكونًا من 16 عربة مدرعة، بما في ذلك ست دبابات شيرمان، بالإضافة إلى 80 جنديًا من الكتيبة المدرعة الثانية في سانتياغو. تحرك المتمردين بسرعة إلى وسط مدينة سانتياغو وطوقوا القصر الرئاسي لامونيدا، والمبنى الذي يضم وزارة الدفاع عبر ساحة الحرية. قبل الساعة 9:00 بدقيقتين، فتحت الدبابات النار على هذه المباني.
في مبني الوزارة، شقت دبابة طريقها إلى المدخل الرئيسي، وصعدت درجات السلم إلى المبنى، وبدأت في إطلاق النار على المكاتب. قُتل الرقيب رافائيل فيلينا، من الفرقة الثانية بالجيش، عندما نظر من نافذة في الطابق التاسع. أصاب إطلاق النيران بالمدافع الرشاشة والدبابات العمال في المنطقة بالذعر، الذين كانوا في تلك الساعة في طريقهم إلى وظائفهم في وسط المدينة. قُتلت امرأة تعمل في بنك الدولة بالقرب من الوزارة، بالإضافة إلى زوجين علقوا في تبادل لإطلاق النار. وأصيب ما لا يقل عن 16 شخصًا بينهم أربعة بإصابات خطيرة. تم القبض على مجموعة من الصحفيين الأجانب الذين كانوا يغطون الإصلاحات التي نفذتها حكومة أليندي وسط الانتفاضة. أثناء تصوير الأحداث خارج لا مونيدا، تعرض المصور الأرجنتيني ليوناردو هنريكسن وزميله يان ساندكويست لإطلاق نار من قبل العريف هيكتور هيرنان بوستامانتي غوميز وعدة جنود. قتل هنريشسن برصاص جندي لم يتم التعرف على هويته. نقل ساندكويست اللقطات وعُرضت على التلفزيون الأرجنتيني في 24 يوليو / تموز.
إستدعى الجنرال ماريو سيبولفيدا سكويلا على الفور الجنرال غييرمو بيكرينغ، قائد المعاهد العسكرية، طالبًا قوات موالية لقمع التمرد. بعد تأمين هذه القوات، إتصل بالقائد العام للجيش الجنرال كارلوس براتس بخطة لتحييد قوات سوبير. وافق الجنرال براتس على ذلك على الفور، وبعد بضع دقائق بدأ الجنرال سكويلا في تمركز قواته.
في وقت سابق من صباح ذلك اليوم، تحدث سلفادور أليندي إلى شعب تشيلي من المقر الرئاسي في توماس مورو في سانتياغو. في خطاب إذاعي في الساعة 9:30 صباحًا، أعلن الرئيس قراره القاطع بالدفاع عن الحكومة الدستورية ضد محاولة الإنقلاب . ودعا عمال سانتياغو إلى احتلال المصانع «والاستعداد في حالة الضرورة للقتال إلى جانب جنود تشيلي».
في غضون ذلك، زار الجنرال براتس جميع الأفواج العسكرية القريبة حول سانتياغو لتأمين دعمهم ضد الانقلاب. واجه الجنرال بعض المقاومة من الضباط في أكاديمية الضباط الصغار، الذين زعموا أنهم لا يريدون إطلاق النار على زملائهم الجنود. أصر براتس على أنه يجب إخماد التمرد ضد الحكومة الدستورية، وبصفته القائد العام للجيش، أمرهم بالنزول إلى الشوارع. بعد فترة وجيزة من التردد، اختاروا دعمه، وبعد الساعة 10:30 صباحًا، إنضمت وحدات جاهزة للقتال من الأكاديمية إلى القتال ضد المتمردين.
أثناء القيادة نحو لامونيدا، فكر الجنرال براتس في الآثار المحتملة لهذه الأعمال على الوحدات العسكرية الأخرى، التي قد تشارك، أو على الأقل تنتظر التحرك حتى ترى النتائج الأولية. قرر براتس استخدام جميع الموارد المتاحة لسحق التمرد قبل الظهر في أسرع وقت.
بالقرب من القصر الرئاسي، غادر الجنرال براتس سيارته وهو يحمل رشاش طومسون. وكان عدد كبير من الناس قد تجمعوا بالفعل في مكان قريب لمشاهدة تحركات القوات. وصل العقيد خوليو كانيسا مع قوات من أكاديمية الضباط الصغار، وأمر الجنرال براتس بنشر قطع من المدفعية الثقيلة على طول الطريق الرئيسي. أخذ الجنرال ما أسماه فيما بعد «مخاطرة محسوبة» من خلال التحدث مباشرة إلى الجنود المتمردين في محاولة لإقناعهم بالتخلي عن تمردهم. سعى براتس إلى منع مواجهة طويلة وخسائر عسكرية ومدنية غير ضرورية. وبحسب روايته اللاحقة: «قررت بعد ذلك التقدم برفقة المقدم أوسفالدو هيرنانديز، والنقيب روجر فيرغارا، والرقيب الأول عمر فيرغارا. مُتأثر بشدة، منحنا فيارويل، القسيس العسكري، الغفران الأخير».
في الساعة 11:10 صباحًا، سار الجنود الأربعة على طول شارع ألاميدا حاملين أسلحة هجومية. عندما وصلوا إلى القصر، كانوا على بعد خطوات من الدبابة E-2814. صوب قائد الدبابة رشاشه على المجموعة لكنه لم يطلق النار. أمره براتس بالنزول والتعرف على نفسه والامتثال لأوامره والاستسلام لجنود مدرسة الضباط الصغار. وبحسب رواية صحفي كان يراقب الأحداث في الجوار: «نزل الجندي واقفًا إنتباه أمام الجنرال وألقى التحية. لن تطلق تلك الدبابة النار مرة أخرى على وزارة الدفاع أو قصر لامونيدا في ذلك الصباح». كرر براتس هذه الأوامر على التوالي للرجال في الدبابات والمركبات القتالية الأخرى الواقعة جنوب القصر. عندما صرخ جندي من دبابة: «لن أستسلم يا جنرال!»، بينما كان يصوب بندقيته الرشاشة على مجموعة براتس، اقترب منه الرائد أوزفالدو زابالا من الخلف ووضع مسدسًا على رأسه، ونزع سلاحه وأدى إلى نهاية المواجهة المتوترة.
هرب عدد قليل من الدبابات ولم تستسلم بعد وصول تعزيزات من فوج المشاة الأول «بوين» إلى مكان الحادث. وسرعان ما نشرت هذه الوحدة العسكرية بقيادة الجنرال أوغستو بينوشيه مدافعها ومدافعها الآلية. وكانت آخر وحدة متمردة هربت مجموعة من الدبابات والمركبات العسكرية المتمركزة شمال لامونيدا. عندما هربت هذه القافلة إلى الجنوب، رأى الجنرال براتس المقدم روبرتو سوبير (قائد التمرد)، «الذي بدا مرتبكًا وضائعًا».
دخل الجنرال براتس القصر على الفور وأمر بإجراء تفتيش عام للمباني المجاورة. كان الجنرال بيكرينغ قد طرد المتمردين من القطاع الغربي بالقرب من القصر الرئاسي. بحلول الساعة 11:30 صباحًا، هدأ إطلاق النار حول لامونيدا، وبدا أن محاولة الانقلاب قد انتهت.

## الآثار
إستسلم سوبر في وقت لاحق من ذلك اليوم، بعد أن طوقت وحدات من فوج «تاكنا» وأطلقت النار على ثكنات الكتيبة الثانية التي لجأ إليها هو وقواته. الضباط العسكريون الآخرون الذين شاركوا في التخطيط للإنقلاب هم رينيه لوبيز، وإدوين ديتمير، وهيكتور بوستامانتي، وماريو غاراي، وكارلوس مارتينيز، وراؤول جوفر، وخوسيه جاسيت. سرعان ما تم إكتشاف أن القادة الرئيسيين للجماعة اليمينية المتطرفة - الوطن والحرية - كانوا من المحرضين. طلب بابلو رودريغيز جريز، جون شيفر، وبنجامين مات، ومانويل فوينتيس، وخوان هورتادو اللجوء في سفارة الإكوادور. ومن هناك أصدروا بيانًا أقروا فيه بأنهم روجوا لمحاولة الانقلاب.
خلال المساء، ألقى الرئيس أليندي كلمة أمام مظاهرة حاشدة داعمة أمام لامونيدا. ولما اقترب من نهاية حديثه قال: «... ثق بحكومتك. عد إلى المنزل وقبّل زوجاتك وأطفالك باسم تشيلي.» 
على الرغم من أن إنقلاب الدبابات لم ينجح، إلا أنه كان نقطة تحول في تدهور الوضع السياسي في تشيلي. وقد سمح الفشل للمتآمرين بفحص الولاءات ودفع الحكومة لإتخاذ خطوات نحو التحالف مع الحزب الديمقراطي المسيحي. طالب زعيم حزب الديمقراطية المسيحية باتريسيو أيلوين بتشكيل حكومة إئتلافية تضم أعضاء من القوات المسلحة ولكن رفض الليندي إقتراحه.
يُنظر إلى التمرد على أنه كان مُقدمة لإنقلاب 11 سبتمبر 1973 الناجح. من بين النتائج الأخرى، أجرى ضباط مخابرات الجيش دراسة شاملة للأسلحة المستخدمة ضد القوات المتمردة، والمواقع التي تم إطلاقها منها. بالإضافة إلى ذلك، فإن قوة ما يسمى بـ «الأحزمة الصناعية»، المعاقل التقليدية للعمال الموالين للحكومة، تم قياسها بدقة واستنتجت أنها ضعيفة، حتى بعد دعوة الرئيس أليندي لجميع العمال للدفاع عن الحكومة.